# 竹下裕理
竹下 裕理（たけした ゆり、1977年3月30日 - ）は、日本の女性アナウンサー。

## 人物
- 群馬県安中市出身。
- 新島学園中学校・高等学校卒業[1]。
- 東京女子大学現代文化学部コミュニケーション学科卒業。
- 2002年4月からNHK前橋放送局キャスターとして3年間勤務。
- 2005年から2009年まで南日本放送（MBC）のアナウンサー。
- 2010年～地元の群馬でフリーアナウンサーとして活動。
- 日本野菜ソムリエ協会認定資格の「野菜ソムリエ上級プロ」、「ベジフルビューティーアドバイザー」を保有。
- SNS総フォロワー数60万人超。

## 現在の担当番組
- エフエム群馬ニュースアナウンサー

## 過去の担当番組
NHK前橋放送局時代
- こんにちはいっと6けん
- 首都圏ネットワーク
- おはよう首都圏　等

南日本放送アナウンサー
- MBCニュース
- 城山スズメ（MBC、金曜担当）

フリー
- FMぐんまニュースアナウンサー

## 受賞歴
- ぐんま輝く女性チャレンジ賞（2017年）[2]